# Pariteitsbit
De pariteitsbit is het eenvoudigst mogelijke controlegetal binnen de coderingstheorie. Deze theorie voor de overdracht van digitale gegevens wordt in computers en in de telecommunicatie toegepast.
Onder pariteit wordt in dit verband verstaan: het even of oneven zijn van een getal. Een pariteitsbit geeft aan of een binaire code een even of oneven aantal logische enen heeft. Of de bit dan hoog is, of juist laag, hangt af van de afspraak die is gemaakt. In het algemeen geldt:
- Bij een even pariteit is de pariteitsbit logisch "0" bij een even aantal enen in de code, anderzijds is de pariteitsbit "1" bij een oneven aantal enen. Het aantal bits dat op "1" staat inclusief het pariteitsbit is dus steeds een even getal.
- Bij een oneven pariteit is de pariteitsbit logisch "1" bij een even aantal enen in de code. Het aantal bits dat op "1" staat inclusief het pariteitsbit is in dat geval een oneven getal.
- Wanneer in een code wel plaats voor een pariteitsbit is gereserveerd maar er geen controle op wordt uitgevoerd is de pariteitsbit altijd "1" wanneer men over 'mark' spreekt, of altijd "0" wanneer men over 'space' spreekt.

Stel dat wordt gekozen voor een even pariteit. De eenheid waarnaar ieder symbool in het te verzenden bericht in bits wordt omgezet heet in de informatica een woord. Een woord bestaat dus uit een vast aantal bits, die het betreffende symbool representeren. Het aantal bits, behalve natuurlijk de pariteitsbit, dat de waarde "1" heeft wordt voor ieder woord geteld. Als dit aantal oneven is dan krijgt de pariteitsbit de waarde "1", anders de waarde "0". De pariteitsbit wordt aan de rij bits toegevoegd, zodat dit altijd een even aantal '1'-bits heeft. Wanneer bij de verzending of bij de opslag van de rij bits een fout optreedt waardoor een bit van waarde verandert, dan kan dit dankzij de pariteitsbit worden gedetecteerd. De ontvangen of teruggelezen rij bits heeft dan immers een oneven aantal bits met de waarde "1". Een even aantal fouten kan met deze eenvoudige techniek niet worden gedetecteerd. Evenmin kan worden vastgesteld welke bits fout zijn, dat vereist coderingstheorie.
De 7-bit ASCII-tekens werden traditioneel gecombineerd met een pariteitsbit verzonden, en soms ook opgeslagen, in een 8-bit byte. In sommige computergeheugens wordt van een pariteitsbit gebruikgemaakt, waar dus een extra geheugenplaats voor nodig is. Dat maakt deze geheugens duurder en daardoor worden ze alleen gebruikt in speciale gevallen zoals veiligheidskritische toepassingen.
Door combinatie van meer pariteitsbits, kan een cyclische redundantiecontrole, een cyclic redundancy check CRC worden uitgevoerd. Op die manier kunnen meer fouten worden gedetecteerd en soms ook gecorrigeerd. Dit wordt onder andere toegepast in sommige RAID-configuraties.